# 格非
格 非（かく ひ、1964年 - ）は、中華人民共和国の小説家。本名は劉 勇。代表作に小説『江南三部曲』。中国作家協会会員、清華大学中文系教授。

## 略歴
1964年、江蘇省鎮江市丹徒区に生まれた。
1981年に華東師範大学中文系漢語言文学専業に入学した、1985年に修士号取得後、同校で教職に就く。
1986年、処女小説『追憶鳥攸先生』を発表。
2000年、文学博士学位取得、清華大学中文系に転職。
2015年、『江南三部曲』（『人面桃花』『春盡江南』『山河入夢』）が「中国長編小説の最高賞」との誉れをもつ第九回「茅盾文学賞」を受賞。

## 作品
- 『敵人』、1991年、花城出版社
- 『唿哨』、1992年、長江文芸出版社
- 『辺縁』、1993年、浙江文芸出版社
- 『雨季的感覚』、1994年、新世界出版社
- 『格非文集：樹与石』、1996年、春風文芸出版社
- 『格非文集：眺望』、1996年、春風文芸出版社
- 『格非文集：寂静的声音』、1996年、春風文芸出版社
- 『欲望的旗幟』、1996年、江蘇文芸出版社
- 『格非散文』、2001年、浙江文芸出版社
- 『塞壬的歌声』、2001年、上海文芸出版社
- 『青黄：格非小説』、2001年、浙江文芸出版社
- 『傻瓜的詩篇』、2001年、時代文芸出版社
- 『小説叙事研究』、2002年、清華大学出版社
- 『更多的人死于心碎：我最喜愛的悲情小説』、2004年、新世界出版社
- 『卡夫卡的鐘擺』、2004年、華東師範大学出版社
- 『人面桃花』、2004年、上海文芸出版社
- 『影響了我的二十篇小説：中国小説讀本』、2005年、百花文芸出版社
- 『格非作品精选』、2006年、長江文芸出版社
- 『戒指花：格非短篇小説代表作』、2007年、春風文芸出版社
- 『不過是垃圾：格非中篇小説代表作』、2007年、春風文芸出版社
- 『山河入夢』、2007年、作家出版社
- 『一个人的電影』、2008年、中信出版社
- 『朝雲欲寄：格非文学作品精選』、2009年、華東師範大学出版社
- 『蒙娜麗莎的微笑』、2010年、海豚出版社
- 『文学的邀約』、2010年、清華大学出版社
- 『春尽江南』、2011年、上海文芸出版社
- 『隠身衣』、2012年、人民文学出版社

### 日本語訳
- 『迷い舟』、桑島道夫訳、『文学界』、1996年1月
- 『時間を渡る鳥たち』、関根謙訳、新潮社、1997年2月
- 『桃花源の幻』、関根謙訳、アストラハウス、2021年11月

## 受賞
2015年、『江南三部曲』（『人面桃花』『春尽江南』『山河入夢』）、第九回茅盾文学賞。